# Japanische Badmintonmeisterschaft 1960
Die Japanische Badmintonmeisterschaft 1960 war die 14. Austragung der nationalen Titelkämpfe im Badminton in Japan. Sie fand in Tokio statt.

## Titelträger
| Disziplin    | Sieger                           |
| ------------ | -------------------------------- |
| Herreneinzel | Yoshio Komiya                    |
| Dameneinzel  | Michiko Tachibana                |
| Herrendoppel | Tsutomu Sawada Koichi Mori       |
| Damendoppel  | Tomoko Takahashi Fumiko Nagasaki |
| Mixed        | Kiyoshi Mōri Sumi Negishi        |

1. ↑  Laut Annual Handbook of the International Badminton Federation, London, 29. Auflage 1971, war Tomoko Takahashi (高橋 とも子) Partnerin von Fumiko Nagasaki. Kyobado (Memento vom 28. August 2007 im Internet Archive) listet jedoch 高橋　泰子.